# Nicolau I de Saint Omer
Nicolau I de Saint Omer foi um cavaleiro franco que no rescaldo da Quarta Cruzada tornou-se senhor do franco Ducado de Atenas. Era o filho mais jovem de Guilherme IV, castelão de Saint Omer no norte da França, e Ida de Avesnes.
O irmão de Ida, Tiago I, participou da Quarta Cruzada (1203–1204) e acompanhou Bonifácio de Monferrato na conquista e partilha da Grécia em seu rescaldo. Tiago I foi recompensado com possessões na Eubeia, mas estava morto cerca de agosto de 1205. Nicolau permaneceu em sua região nativa até ca. 1208, depois do que ele e seu irmão Tiago foram para a Grécia, onde receberam um feudo no sítio da antiga Téspias, no oeste de Tebas. Segundo F. Van Tricht, o feudo pode ter formado parte das possessões templárias que foram confiscadas ca. 1209 pelo imperador latino Henrique de Flandres.
Nicolau depois casou-se com Margarida, a viúva de Bonifácio de Monferrato, que morreu em 1207. É incerto quando o casamento ocorreu: os relatos tradicionais mencionam que Nicolau já estava morto em 1212 ou 1214, mas F. Van Tricht data seu casamento depois de 1217. Com Margarida ele teve dois filho, Guilherme e Bela. O último casaria-se com a irmã do duque de Atenas Guido I e tornar-se-ia senhor de metade de Tebas, lançando as bases para a ascensão da família de Saint Omer na Grécia franca.